# Янгель, Михаил Кузьмич
Михаи́л Кузьми́ч Я́нгель (25 октября [7 ноября] 1911, д. Зырянова, Иркутская губерния, Российская империя — 25 октября 1971, Москва, СССР) — советский конструктор ракетно-космических комплексов, академик.
Дважды Герой Социалистического Труда (1959, 1961). Лауреат Ленинской премии.

## Биография
М. К. Янгель родился 25 октября (7 ноября) 1911 года в деревне Зырянова Иркутской губернии (ныне — Нижнеилимский район Иркутской области, деревня затоплена водами Усть-Илимского водохранилища) в многодетной крестьянской семье Кузьмы Лаврентьевича и Ангелины Петровны Янгелей (12 детей).
Дед Михаила Кузьмича по отцовской линии Лаврентий был выслан из Черниговской губернии за бунтарство на каторгу, а затем на вечное поселение. С женой и детьми он в 1880-х годах поселился в с. Зырянова, где впоследствии родился будущий конструктор.
Однажды в молодости, заинтересовавшись историей своей фамилии, в словаре Даля он прочитал, что янгой запорожские казаки называли ковш или черпак, в котором варили или раскладывали еду
В 1926 году, окончив 6-й класс, переехал в Москву к брату Константину. Учась в 7 классе, подрабатывал в типографии — разносил по городу стопки печатной продукции.
Окончив ФЗУ, работал помощником мастера текстильной фабрики им. Красной армии и флота (город Красноармейск Московской области, 1929—1931). Одновременно учился на рабфаке. В 1931 году вступил в ВКП(б).
В 1931 году поступил в Московский авиационный институт (МАИ), который окончил с отличием по специальности «Самолётостроение» в 1937 году. Во время учёбы был секретарём комитета комсомола МАИ. Позже с отличием окончил Академию авиационной промышленности СССР (1950).
Конструктор, ведущий инженер, помощник главного конструктора, зам. директора, директор завода-филиала в КБ Н. Н. Поликарпова (1935—1944) на авиазаводах № 39, № 84, № 156, № 1 и № 51. Зам. главного инженера завода № 155 в ОКБ А. И. Микояна (1944). Ведущий инженер в КБ В. М. Мясищева (1945). Участвовал в разработке самолётов И-153, ТИС, работе акционерного общества «Amtorg Trading Corporation» в США. Организовал доводку истребителей И-180, И-185, модификацию самолёта По-2. В Министерстве авиационной промышленности СССР (1946—1948) координировал работы по развитию самолётостроения. Начальник отдела, зам. главного конструктора С. П. Королёва; директор, главный инженер НИИ-88, 1950—1954). Главный конструктор ОКБ-586 (КБ «Южное»), Днепропетровск (1954—1971).
Участвовал в испытании Р-16, случайно выжил в неделинской катастрофе 1960 года, отойдя в курилку.
Основоположник нового направления в ракетной технике, основанного на использовании высококипящих компонентов топлива и автономной системы управления, что существенно повысило боеготовность ракет стратегического назначения. Участвовал в разработке проектов ракет Р-5 и Р-7, руководил разработкой проектов ракет Р-11 и Р-12, организовал исследования в области аэродинамики, баллистики, материаловедения и других проблем ракетной отрасли (1950—1954). Возглавлял создание ракетных комплексов Р-12, Р-14, Р-16, Р-36, космических ракет-носителей «Космос», «Космос-2», «Циклон-2», «Циклон-3», ракетного блока лунного корабля комплекса Н1-ЛЗ, космических аппаратов «Космос», «Интеркосмос», «Метеор», «Целина» (1954—1971).
Академик АН СССР (1966). Академик АН Украинской ССР (1961). Доктор технических наук (1960).
Депутат городского совета г. Калининграда Московской области (1952—1954). Депутат Верховного Совета СССР (1966—1971). С 1966 года являлся кандидатом в члены ЦК КПСС.
М. К. Янгель умер в Москве от пятого диагностированного при жизни инфаркта. 
При посмертном вскрытии на сердце было обнаружено гораздо больше старых и заживших рубцов.
Смерть наступила прямо на сцене в самом конце торжественного празднования 60-летия конструктора в главном зале министерства. В свои последние минуты Михаил Кузьмич успел услышать поздравления от руководителей страны и отрасли, принять папки с поздравительными адресами. Несмотря на присутствующего рядом врача и дежурившую бригаду скорой помощи, спасти его не удалось.
Похоронен на Новодевичьем кладбище.
После смерти Янгеля КБ «Южное» возглавил его ученик и соратник, конструктор ракетно-космической техники В. Ф. Уткин.

## Известные проекты
- Р-12
- Р-14
- Р-16
- Р-36
- Р-36орб
- Р-36М
- МР УР-100
- Р-56

## Семья
Жена Ирина Викторовна Стражева (1915—1995), профессор МАИ, доктор технических наук. Свадьба в мае 1939.
- Дочь Людмила (1940-2021)[5]
- Сын Александр (1942—1989)[6]
  - Правнук Владилен (род. 1988), писатель-фантаст.

## Увековечение памяти
- В 1991 году издан художественный маркированный конверт, посвящённый академику.

- Дом-музей М. К. Янгеля в посёлке Березняки Нижнеилимского района Иркутской области.
- Историко-художественный музей им. академика М. К. Янгеля (Иркутская область, г. Железногорск-Илимский).
- Имя М. К. Янгеля носит средняя школа в посёлке Березняки Нижнеилимского района Иркутской области.
- Имя Янгеля присвоено Государственному конструкторскому бюро «Южное» (1991).
- Федерации космонавтики СССР и Украины учредили медаль его имени.
- Стипендия в Московском авиационном институте, Днепропетровском государственном университете.
- Его именем названы астероид[7] и кратер на Луне, пик на Памире, океанский сухогруз («Академик Янгель»).
- Имя Янгеля носил Харьковский институт радиоэлектроники в 1982—1993 годах.
- В честь него названа школа № 13 города Усть-Илимска.[8]
- В честь него назван Ангарский лицей № 2.
- Его имя носила Московская школа № 860 недалеко от улицы Академика Янгеля (закрыта).
- В его честь назван посёлок Янгель Нижнеилимского района Иркутской области.
- Улицы его имени в Москве, Киеве, Днепре, Виннице, п. Березняки Нижнеилимского района Иркутской области, Братске, Байконуре, Красноармейске, Мирном, Знаменске, Железногорске-Илимском.
- По названию ближайшей улицы одна из станций Серпуховско-Тимирязевской линии Московского метрополитена носит название «Улица Академика Янгеля».
- Установлены памятные бюсты в городах Железногорске-Илимский, Днепропетровск, Байконур (в сквере на улице Янгеля); на космодромах: «Байконур» (возле монтажно-испытательного корпуса площадки 43) и «Плесецк».

Мемориальные доски на зданиях:

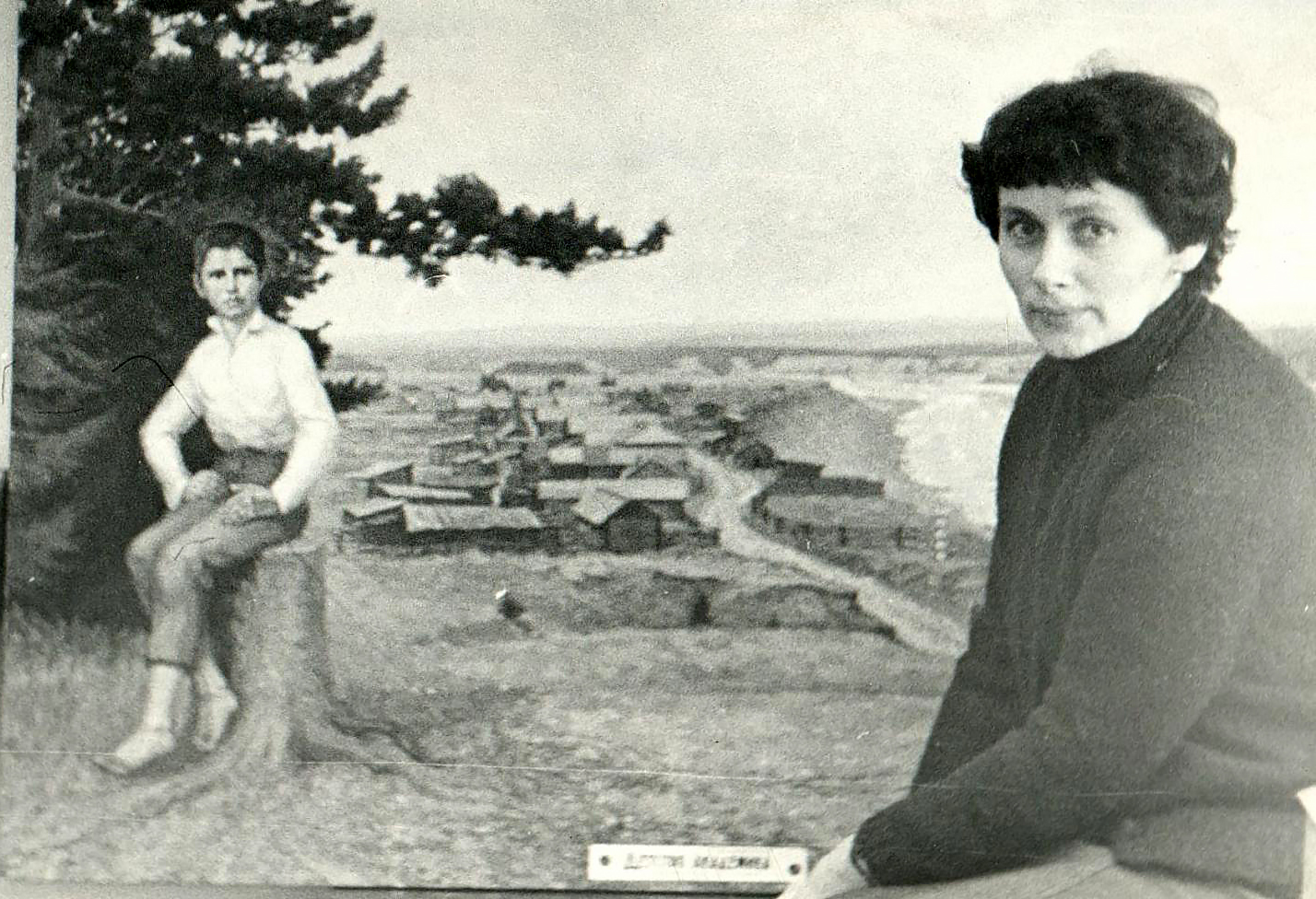
Людмила Янгель, дочь М. К. Янгель, на фоне картины илимского художника Г. Замаратского «Детство академика»

- на здании Березняковской средней школы в п. Березняки Нижнеилимского района Иркутской области.
- текстильной фабрики в Красноармейске Московской области,
- Московского авиационного института,
- на корпусе № 20 Центрального научно-исследовательского института машиностроения в Королёве[9],
- ГКБ «Южное» в Днепропетровске,
- на здании школы № 13 Усть-Илимска (2004 год),
- на стене школы № 30 г. Братск (2010 год)[10],
- на здании Физико-технического факультета ДНУ имени Олеся Гончара (Днепропетровск, 2013)

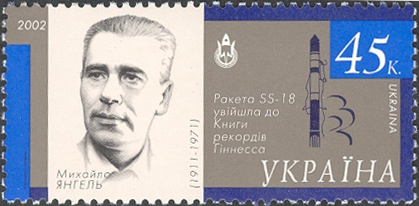
Почтовая марка Украины с портретом М. К. Янгеля
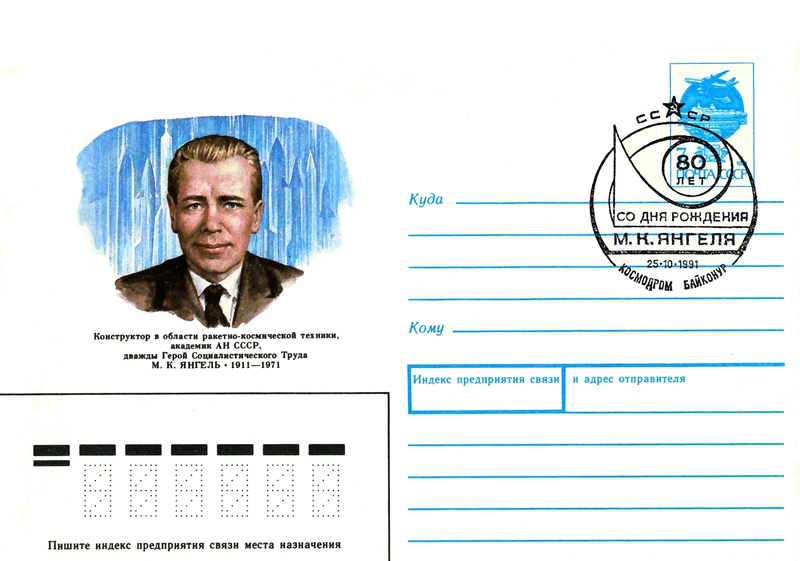
Почтовый конверт СССР, 1991 год
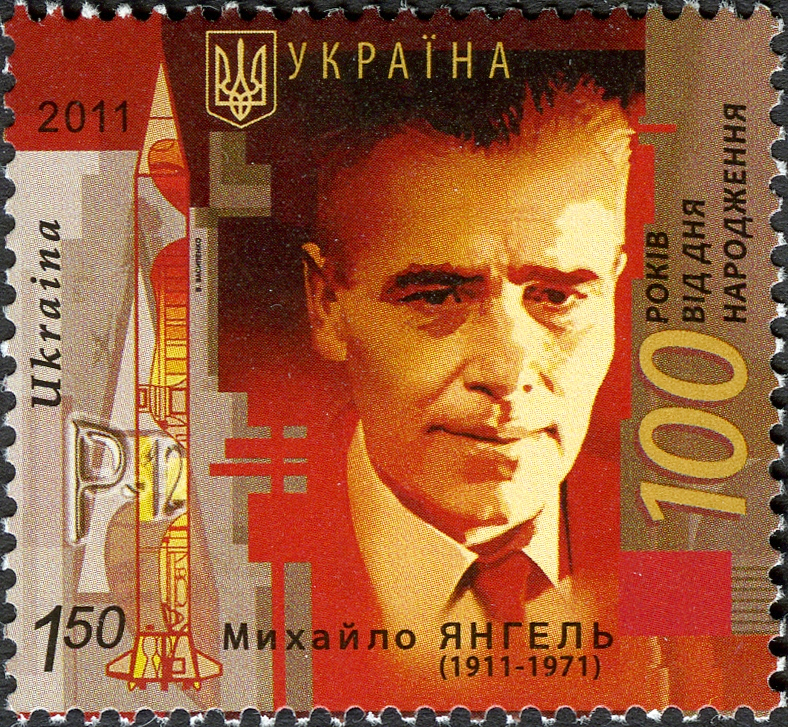
Почтовая марка Украины
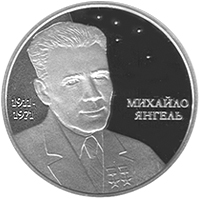
Монета Украины

## Галерея

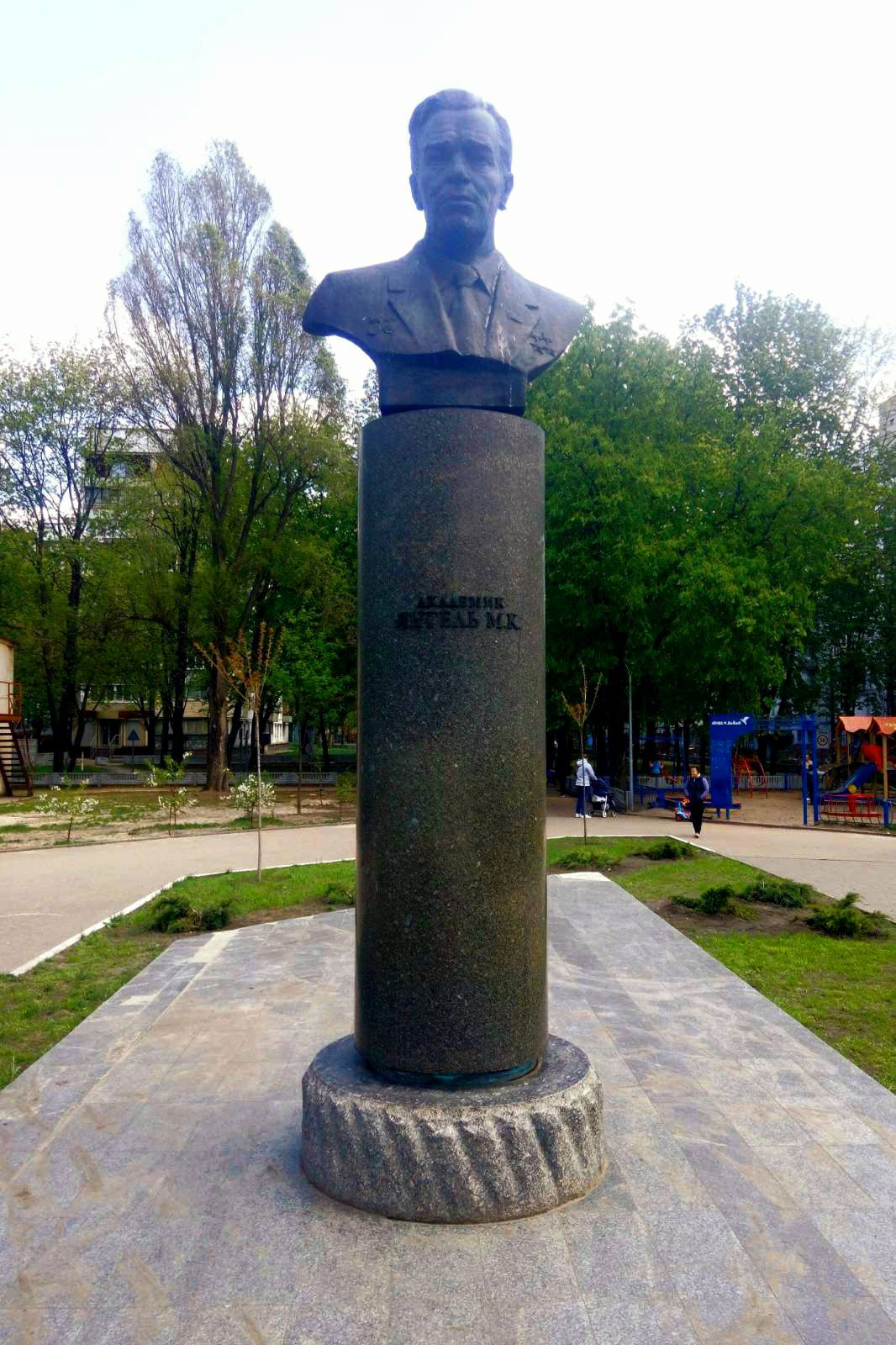
Бюст М. К. Янгелю в Днепре
Памятный бюст М. К. Янгелю в городе Байконур
Могила М. К. Янгеля на Новодевичьем кладбище Москвы
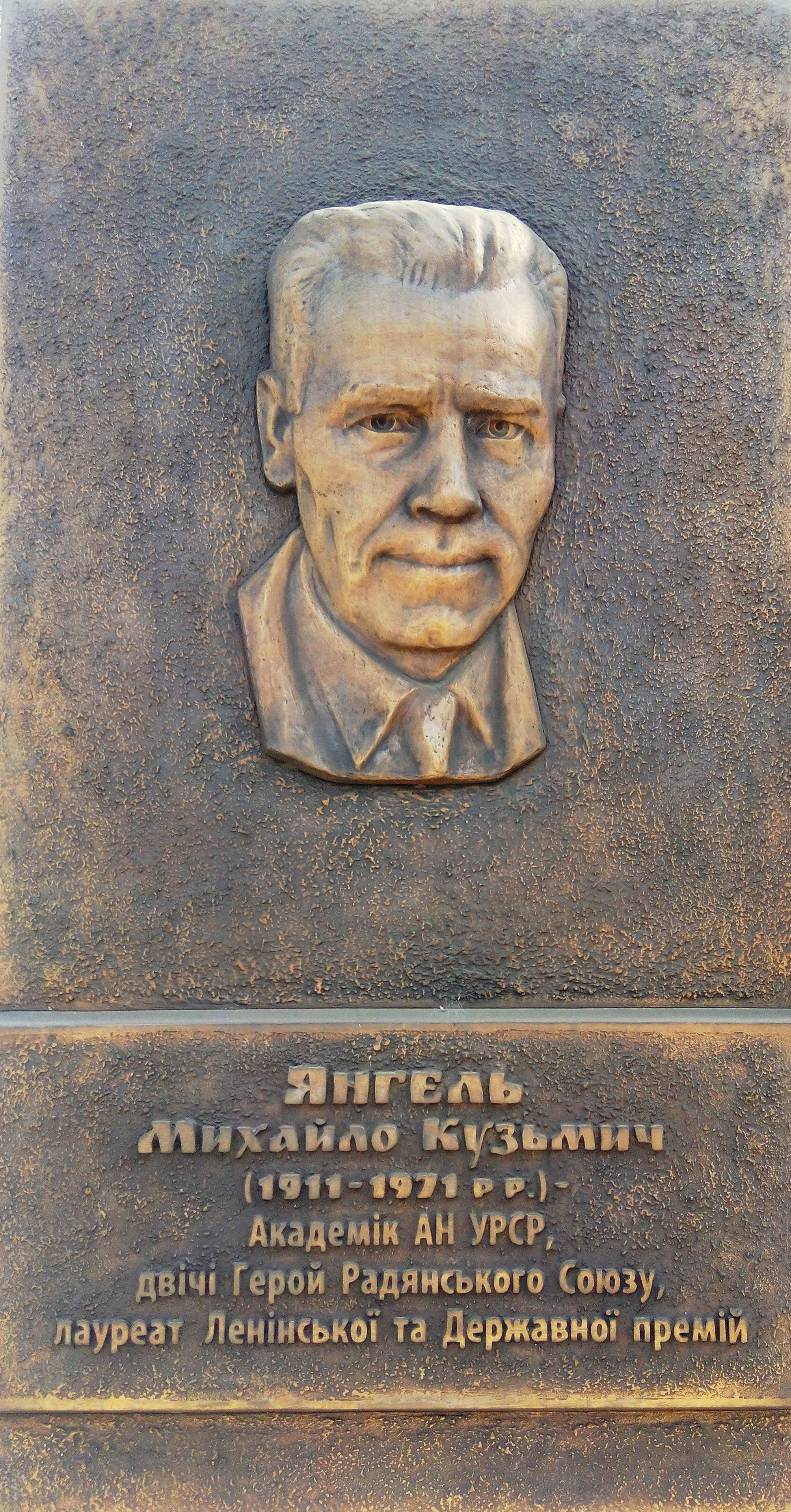
Бронзовый барельеф М. К. Янгелю на площади 80-летия Днепропетровщины

## Награды и звания
- Дважды Герой Социалистического Труда (25.06.1959, 17.06.1961).
- Награждён четырьмя орденами Ленина, орденом Октябрьской Революции, а также медалями.
- Ленинская премия СССР (1960).
- Государственная премия СССР (1967).
- Премия и золотая медаль им. С. П. Королёва АН СССР (1970).
- Почётный гражданин г. Байконур.